# Língua crioula das Ilhas dos Santos
O crioulo das Ilhas dos Santos é uma língua crioula com base lexical na língua francesa e que é falada nas Ilhas dos Santos. Esta língua crioula foi até a década de 1970, uma das últimas testemunhas do crioulo antilhano primitivo falado nas ilhas vizinhas anteriormente colonizadas pelos franceses: Martinica, Dominica, Guadalupe, São Cristóvão e Santa Lúcia.

## História e características
A história deste pequeno arquipélago das Antilhas passa por colonos vindos da Bretanha, Normandia, Poitou e muitos de São Cristóvão, em seguida, a chegada de protestantes vindos da metrópole e Países Baixos permitiu a sustentabilidade deste pidgin ancestral formado em torno do francês das pessoas das Américas no século XVI. As duras condições de vida e o isolamento do arquipélago congelou a base "marítima" deste crioulo. Também não devemos esquecer que a aristocracia marítima francesa e inglesa do século XVIII falava principalmente uma forma de francês especializado (linguagem comercial da época) e uma mistura hispano-lusitana que deu à luz o crioulo para tornar-se o crioulo espanhol nas ilhas francesas. Este patoá das Ilhas dos Santos foi uma variedade arcaica de crioulo marítimo comercial, usado em São Cristóvão e Martinica no século XVI e no século XVII, anteriormente conhecido como baragouin. A introdução do comércio intensivo de escravos no Caribe modificou o crioulo para uma língua mais misturado e com comunicação orientada para trabalhar a terra. Cada conversa tornou-se um crioulo específico para a tarefa, em vez da diversidade do comércio marítimo. No entanto, todos estes crioulos têm a mesma formação e a mesma origem, só muda a pronúncia e vocabulário enriquecido ou retido pela ilha. Segundo a fonte este crioulo manteve-se próximo dos crioulos de São Bartolomeu, da Martinica e de Guadalupe, bem como as formas de crioulos falados nas antigas ilhas francófonas de Dominica e Santa Lúcia. É por isso que se encontra no falar das Ilhas dos Santos, uma abundância de termos emprestados da marinha do século XVIII (noroit para o noroeste, nordet para o nordeste, surèt para sudeste, suroit para sudoeste, cannote para um pequeno barco, etc.).
Mesmo com eles ainda sendo usados nestas ilhas, estes vocabulários e expressões desaparecidos de outros crioulos, são gradualmente levados a desaparecer devido à abertura regional e globalização, e outro importante até o final do corporativismo marinho.
No entanto, ainda é muito presente e quase intacto, apesar do pequeno tamanho desse arquipélago. Dada a proximidade das ilhas, duas variantes deste crioulo é observado. Como não é praticado nenhuma formação de professores, eles se espalham de forma muito ativa na forma vernacular.
É muito semelhante aos crioulos da Martinica, das Guadalupe, da Guiana Francesa e do Haiti, bem como as formas dos crioulos falados nas antigas ilhas francófonas (Dominica e Santa Lúcia). Às vezes, o crioulo das Ilhas dos Santos, o crioulo de Guadalupe, o crioulo da Dominica, o crioulo da Martinica, o crioulo francês de Granada e o crioulo de Santa Lúcia são considerados uma única língua, o crioulo antilhano.

## G.E.R.E.C
O G.E.R.E.C (Groupe d'Études et de Recherches en Espace Créolophone), fundada em 1975 pelo Professor Jean Bernabé, reúne pesquisadores que trabalham com a língua, a cultura e as pessoas crioulas (de Martinica, Guadalupe, Guiana Francesa...), com um olhar específico sobre os crioulos com base lexical derivada do francês e da área francófona. O principal trabalho do G.E.R.E.C foi desenvolver uma escrita para o crioulo, incluindo uma família de padrões para a ortografia, que refere-se a partir de 1976.